# The Girlfriend Experience
The Girlfriend Experience è un film del 2009 diretto da Steven Soderbergh con protagonista l'attrice Sasha Grey.

## Trama
Il film documenta cinque giorni della vita di Chelsea, una prostituta che vive ed esercita a Manhattan. Chelsea si accompagna a facoltosi uomini d'affari pronti a sborsare 2000 dollari all'ora per la sua compagnia. La ragazza ha anche un fidanzato, il personal trainer Chris, che accetta il suo stile di vita. Con l'espressione Girl Friend Experience (GFE), espressione che ha dato il nome anche alla serie televisiva co-prodotta da Soderbergh, si intende una sorta di fidanzamento a pagamento, un servizio offerto dalle escort che va ben oltre la semplice cosiddetta prostituzione di alto bordo.
Chelsea incontra amici, potenziali protettori, uomini che le propongono affari, e comunica con loro sia al telefono sia con incontri dal vivo oppure prende note sui clienti o scrive email. L'unico obiettivo di Chelsea è, ad ogni modo, aumentare le proprie entrate e il proprio giro di clienti e il numero di accessi al sito web.
Il film si dipana, quindi, come una serie di scene che si focalizzano su episodi di breve durata, che riguardano lei o il suo ragazzo, senza un vero e proprio filo conduttore.

## Produzione
Il film è una produzione a basso costo, costata 1.700.000 dollari, con soli 16 giorni di riprese, avvenute totalmente a New York, eccezion fatta per alcune riprese effettuate all'aeroporto di Las Vegas e all'ingresso del Palms, sempre a Las Vegas.

## Distribuzione
Inizialmente è stato proiettato incompiuto e grezzo al Sundance Film Festival, successivamente è stato presentato in anteprima al Tribeca Film Festival.
Il film in Italia è uscito in DVD giovedì 14 gennaio 2016. È stato trasmesso in prima visione televisiva su Rai 4 il 12 marzo 2017.

## Serie televisiva
Dal 10 aprile 2016 viene trasmessa su Starz The Girlfriend Experience, una serie televisiva drammatica basata sul film di Soderbergh. Ideata, scritta e diretta dai registi indipendenti Lodge Kerrigan e Amy Seimetz. Soderbergh figura tra i produttori esecutivi della serie.